# Église d'Huhtasuo
L'église d'Huhtasuo (en finnois : Huhtasuon kirkko) est une église luthérienne désaffectée du quartier d'Huhtasuo à Jyväskylä en Finlande.

## Présentation
L'édifice est conçu par un groupe d'étudiants en architecture dirigés par Jari Kuorelahti.
Le bâtiment est définitivement désaffecté à la fin mars 2017 pour des problèmes de qualité e l'air intérieur,.